# 安全側線

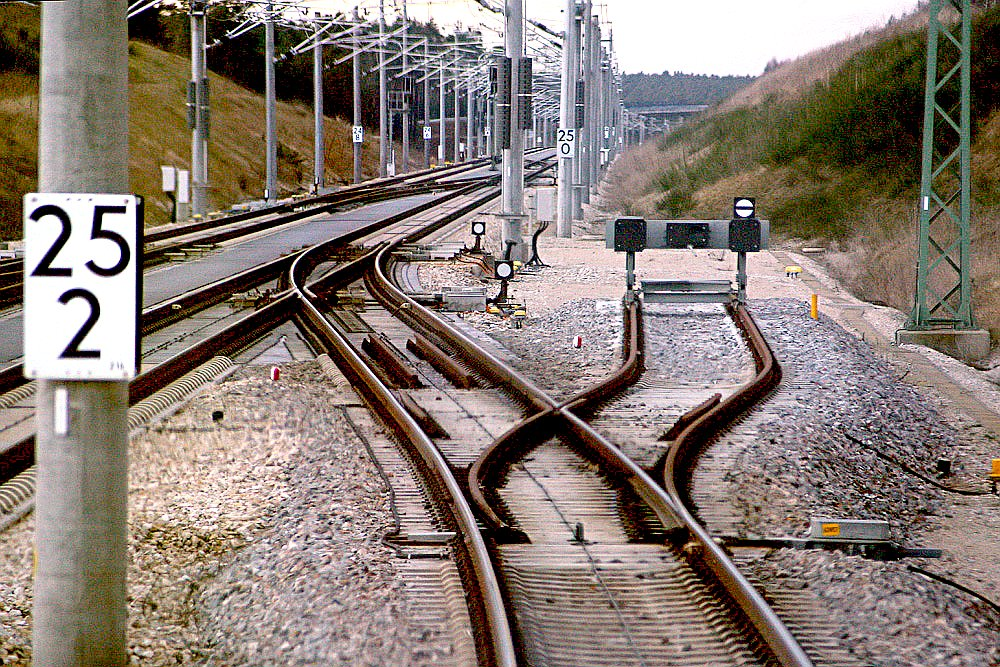
安全側線

安全側線，鐵路的安全裝置之一。

## 作用
安全线是一种进路隔开设备，防止列车或机车车辆进入另一列车或机车车辆进路的一种安全设备。适用于：
- 两条铁路线平面交叉
- 各级铁路线、岔线与正线接轨
- 岔线与车站到发线接轨

如车站未设置安全侧线，则可使用脫軌器达到相同效果。

## 構造
- 轉轍器
- 止衝擋

## 原理
當側線上的訊號（不論車外或車內式）顯示為禁止越过信号机，側線上會有一個出岔点，分別為向前直行駛入安全线或侧向进入主線。为了让侧线列车只會在訊號授權駛往主線的情況下，才會對向主線，其餘時間均會對向安全側線。這樣，列車一旦越过未獲授權的信号机，只會駛向前方安全側線出軌，而不會駛入主線，不会跟在主線通過的列車發生冲突事故或挤坏道岔。
若面積不足或地形限制而無法設置安全側線時，大多以設置脫軌轉轍器取代。

## 相關項目
- 待避
- 脫軌轉轍器